# 1197

El Regne de Jerusalem sense Jerusalem en 1197, reconstituït el 1192

## Esdeveniments
- Moviments municipalistes: elecció de cònsols a Lleida i Perpinyà.

## Naixements
- Juliol, Bellcaire, Marquesat de Provença: Ramon VII, comte de Tolosa, duc de Narbona i marquès de Provença. El seu mandat està marcat pels esdeveniments de la Croada albigesa (1209-1229) (m. 1249).